# Christopher Czaja Sager
Christopher Czaja Sager (* 1941 in New York City) ist ein US-amerikanischer Pianist anglo-irischer und polnischer Abstammung. Seit 1975 lebt er in den Niederlanden, deren Staatsbürgerschaft er 2004 annahm.

## Leben
Christopher Czaja Sager stammt aus einer Familie von Künstlern und Schriftstellern. Sein Talent wurde früh entdeckt und gefördert. Er studierte an der Juilliard School u. a. bei Emil Danenberg und Rosina Lhévinne und gewann in den USA mehrere bedeutende Musikwettbewerbe. 1969 nahm er an der Wiener Klavier-Meisterklasse bei Paul Badura-Skoda, Alfred Brendel und Jörg Demus teil und erhielt das Förderungs-Stipendium.
1970 unternahm er zwei Konzerttourneen in Europa. 1972 debütierte er im New Yorker Lincoln Center und wurde daraufhin von Olga Kussewizki als einziger Pianist für ihr Benefizkonzert zum 100. Geburtstag von Sergei Rachmaninow 1973 eingeladen. 1975 ließ sich Czaja Sager in den Niederlanden nieder. Es folgten weitere internationale Konzerttourneen u. a. mit Darbietungen sämtlicher Werke Alexander Skrjabins. Die Bach-Jubiläen 1985 und 2000 waren Anlass zu intensiver Auseinandersetzung mit Johann Sebastian Bach und zyklischen Aufführungen seiner Klavierwerke. Unter namhaften Dirigenten wirkte er als Solist in den Klavierkonzerten der Klassik und Romantik. Zahlreiche Radio-, Fernseh- und CD-Produktionen dokumentieren die Vielseitigkeit und Qualität seiner Interpretationen.
Nach Czaja Sagers Berliner Debüt schrieb Gottfried Eberle in der Taz:
„Bei der phänomenalen Begabung des aus den USA stammenden Christopher Czaja Sager, der dort in bester Klaviertradition aufgewachsen ist, finden sich in ihm all die Eigenschaften versammelt, die in seiner Generation selten geworden sind: eine vollendete Technik als selbstverständlicher Besitz, vor allen Dingen aber ein Sinn für das Phantastische, das Poetische, das Charakteristische in der großen Klaviermusik des 19. Jahrhunderts. Konkreter gefasst heißt das, dass sein Spiel über eine Vielfalt strahlender Farben verfügt, dass es vieldimensional ist, Vorder- und Hintergrund sorgsam gegeneinander abstuft und von einer zauberhaften Beweglichkeit im Zeitmaß ist, die die Musik in weit gespannten Bögen atmen lässt.“